# 吉村真武
吉村 真武（よしむら またけ、1896年 - 1978年2月15日）は、日本の海軍軍人。最終階級は海軍大佐。戦史研究家。福岡県出身。

## 略歴
- 1914年 - 福岡県中学修猷館卒業[1]、海軍兵学校および陸軍士官学校（第29期）を受験し、双方に合格している。
- 1917年11月24日 - 海軍兵学校第45期卒業[2] 卒業時成績順位は89名中第52位
- 1924年12月1日 - 水雷学校高等科学生[2]
- 1930年11月1日 - 駆逐艦竹(-12月1日兼駆逐艦梨)艦長[2]
- 1932年12月1日 - 兼駆逐艦榧艦長[2]
- 1933年4月1日 - 駆逐艦夕凪兼駆逐艦朝凪艦長[2]
- 1934年11月1日 - 駆逐艦磯波艦長[2]
- 1936年11月3日 - 兼駆逐艦東雲艦長[2]
  - 12月1日 - 水雷学校教官[2]
- 1940年10月19日 - 第27駆逐隊司令[2]
- 1941年10月15日 - 大佐に昇格[2]
- 1942年6月5日-7日 - ミッドウェー海戦参戦（第27駆逐隊司令として）
- 1942年7月20日 - 軽巡洋艦龍田艦長[2]
- 1943年1月7日or18日-9月21日 - 第10駆逐隊司令[2]
  - 10月8日or11日 - 軽巡洋艦矢矧艤装員長[2]
  - 12月29日 - 軽巡洋艦矢矧初代艦長[2]
- 1944年10月20日-25日 - レイテ沖海戦参戦（軽巡洋艦矢矧艦長として）
- 1944年12月20日 - 戦艦榛名艦長[2]
- 1945年8月15日 - 呉鎮守府附[2]
- 1947年11月28日 - 公職追放仮指定[3]

## 著書
- 『日本戦艦の最後──日米双方の視点で捉えた戦艦十二隻の終焉』（潮書房光人新社、2015年）
- 『日本戦艦全十二隻の最後』（潮書房光人新社、2021年）